# وضعية رقبة الصوروبود

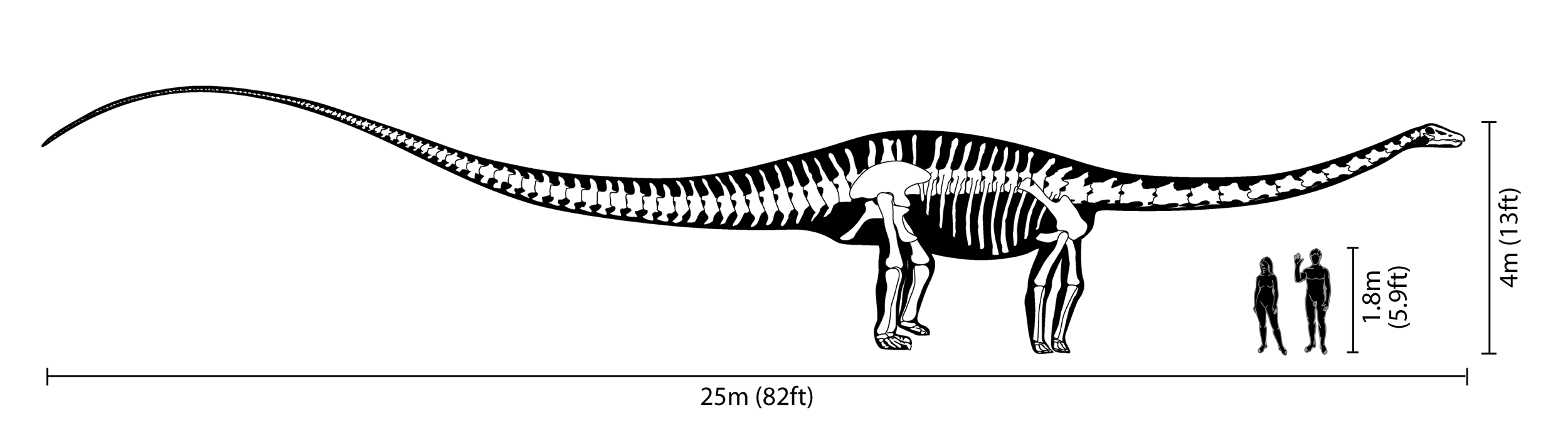
تم ترميم ديبلودوكس بوضعية منتصبة، على أساس المقارنة مع الحيوانات الحية، من Taylor et al. ، 2009

تعد وضعية رقبة الصوروبود موضوعًا يتم تداوله أحيانًا بين العلماء، حيث يفضل البعض الوضعيات الأقرب إلى الوضع الأفقي بينما يتخذ البعض الآخر وضعية أكثر استقامة. بحث الباحثون في طرق مختلفة للأدلة والتحليل بما في ذلك: محاولة إعادة بناء الوضع المحايد لأعناقهم وتقدير مدى الحركة من خلال دراسة العظام. محاولة إعادة بناء التمثيل الغذائي للصوروبود ومتطلبات الطاقة للحفاظ على أعناق طويلة بشكل لا يصدق في المواقف المختلفة؛ ومقارنة تشريح عنق الصوروبود بتشريح الحيوانات الحية.

## الميكانيكا الحيوية
من الممكن أن تساعد الميكانيكا الحيوية لهياكل وأعناق الصوروبود في تحديد الزاوية التي يكون فيها وضع الرقبة.
المرونة
في عام 2013، ركزت دراسة بقيادة ماثيو جيه كوبلي ونشرت في بلوس ون على مرونة أعناق الصربوديات. قورنت أعناق النعام بالسوروبود لمعرفة مدى مرونة أعناق النعام. وجدت الدراسة إلى أن دراسات الميكانيكا الحيوية السابقة وجدت أن الرقاب وضعت بين طرفي العنق العمودي والرقبة المائلة إلى أسفل.
في الختام، وجدت الدراسة أن مرونة عنق الصوروبود لا ينبغي أن تستند إلى علم العظام وحده، وإذا كان الأمر كذلك، فيجب استخدام النتائج بحذر. على الرغم من وجود نقص في الأنسجة العضلية المحفوظة التي من شأنها أن تحدد المرونة، من الممكن كانت أعناق الصوروبود أقل مرونة مما كان يعتقد سابقًا.
في عام 2014، قام ميخائيل تايلور (إحاثي) بتحليل المرونة في أعناق أباتوصور وديبلودوكس. وجد أن كوبلي وآخرون. كان اعتقادهم غير صحيح في حقيقة أن الفقرات تشير إلى أن الرقبة أقل مرونة مما كانت عليه في الواقع. كوبلي وآخرون. وجدوا أن الأعناق أقل مرونة بكثير مما كانت عليه في الواقع عند إضافة الغضروف. وجد أن الغضروف بين المفاصل كان سيسمح للرقبة بالانثناء لما بعد 90 درجة. ومع ذلك، أشار تايلور إلى أنه في حين أن الرقبة يمكن أن تنثني فوق الرأسي، فإن الوضع العظمي المحايد كان من الممكن أن يكون أفقيًا، مع الوضع المعتاد مع رفع الرأس لأعلى في حالة تأهب.

### العضلات
من الممكن كانت أعناق الصوروبود عضلية للغاية لكي تتناسب مع مستوى تغذيتهم. ومن الممكن كان جيرافاتيتان (الآن جيرافاتيتان) الأكثر تصفحا، لذلك كان من الممكن أن يكون عضليًا على طول الرقبة أكثر من الصوروبودات الأخرى مثل ديبلودوكس وديكراوصوروس التي تم تفسيرها على أنها متصفحات قليلة. يجب أن يكون طول ذيل وأطراف (B. brancai) أكبر، لتحقيق التوازن في العنق المائل. ومع ذلك، فإن مسألة ما إذا كانت الصربوديات ماصّة للحرارة أو خارجية الحرارة تلعب دورًا رئيسيًا في كيفية تقوية عضلات الصربوديات، حيث أن ماصات الحرارة تحتوي بشكل خاص على أمعاء ومعدة أكثر من خارجية الحرارة. من الممكن تحديد كمية الأمعاء المطلوبة مقدار الطعام الذي يأكله الصربوديات، وبالتالي في أي ارتفاع تصل رؤوسهم.

### إجهاد القلب والأيض
يعتقد البعض أن الوضع المستقيم لأعناق الصوروبود يستلزم ارتفاعًا غير معقول في ضغط الدم وقوة القلب. وفقًا لبحث أجراه روجر سيمور وهارفي ليليوايت في عام 2000 أن ضغط الدم اللازم للوصول إلى الرأس برقبة منتصبة سيكون 700 ملم من الزئبق (28 بوصة زئبقية)، ويُفسَّر على أنه مميت للحرارة، أو ضار للغاية لجدوث الحرارة الخارجية، حتى مع ما يكفي من عضلات القلب. ولخصت دراسة لاحقة أجراها سيمور إلى أن ضخ الدم إلى الرأس يتطلب يجب أن يستهلك الحيوان نصف مدخوله اليومي من الطاقة. وهذا من شأنه أن يتعارض مع التصور الشائع عن الصربوديات كمتصفحات عالية، وبدلاً من ذلك يكون لديه رقبة منخفضة أثناء الرضاعة أكثر مما يصور عادة.
يرفض العمل أعلاه بإيجاز فرضية القلوب الثانوية في الرقبة باعتبارها غير قابلة للتصديق تطوريًا، بافتراض أن الصمامات الشريانية لا يمكن أن يكون لها دور بدون العضلات المرتبطة بها.

## الفرضيات
تم إنشاء بعض الفرضيات لحل الجدل حول كيفية إمساك الصربودات بأعناقهم.

### الوضع الأفقي
كان كينت ستيفنز ومايكل باريشمن أبرز المؤيدين لوضعية الرقبة الأفقية. في عام 1999، درسوا أصناف أباتوصور وديبلودوكس، واكتشفوا أن الأوضاع النموذجية للأصناف قد انخفض قليلاً. لقد اكدوا أن كلا من الصربوديات كان لهما أعناق أقل مرونة بكثير مما كان يعتقد سابقًا، مع كون فقرات عنق ديبلودوكس أكثر مرونة من أباتوصور. يشير هذان الموقفان إلى أن الصربوديات كانت مغذيات أرضية، بدلاً من البحث عن النباتات الطويلة. في وقت لاحق، في عام 2005، درس ستيفنز وباريش الميكانيكا الحيوية لأعناق الصربود على مجموعة متنوعة من الصربوديات، من العصر الجوراسي: أباتوصور، وديانبلودوكس، وكاماراصو، وبراكيوصور، وعظاءة متشعبة الرأس، وسيتيوصور، ومستنقعي القدم الحقيقي. كلهم ذُكر أن رقبتهم أفقية، أو حتى منحدرة.

استعادة الموقف من أوبيسثوسيليكوديا من الوصف الأصلي (A) ، وشوارتز وآخرون. (ب)

ومع ذلك، في عام 2009 تم الكشف على أخطاء متعددة مع هذا المنطق. مايكل ب. تايلور وآخرون. قارنوا وضعية عنق الصربوديات بموقف زواحف الباقية ذوات الأربع الأخرى، فوجدوا أن الوضعيات المعتادة لهذه الحيوانات تختلف تمامًا عن افتراضات ستيفنز وباريش. تأتي أخطاء الرسائل بشكل أساسي من معتقداتهم المسبقة حول الوضع المعتاد للحيوانات في الحياة، والتي افترضوا ببساطة أنها تتطابق بشكل طبيعي مع الوضع العظمي المحايد (أو ONP). تايلور وآخرون وجدوت أن على (ONP) ليس الوضع المعتاد الفعلي لأي حيوان تم فحصه، ولكن نقطة المنتصف المختارة بشكل تعسفي بين طرفي التركيب الهيكلي لوضع العظام. [1] ONP، إذن، هو مجرد مكان واحد في نطاق الحركة الممكنة جسديًا.

### وضع المنحدر
فرضية أخرى أكثر دعما على نطاق واسع حول وضعية رقبة الصوروبود وهي أن الرقبة كانت مثبتة في منحدر، ولكن ليس وضع مستقيم كما هو موضح عادة. دانييلا شوارتز وآخرون. في عام 2006، نشروا دراسة عن لوح الكتف والكراكويدات، التي تندمج أحيانًا في سكابولوكوراكويدس، من أجناس الصوروبود. في السابق، كان يُعتقد أن أحزمة كتف الصوروبود تم وضعها أفقيًا على طول الجذع، لكن شوارتز وآخرون. وجدوا أنه لم يكن ينبغي وضع الأحزمة أفقيًا، وبدلاً من ذلك، كان من الممكن أن تكون بزاوية في المتوسط 55 درجة إلى 65 درجة. أعادت الدراسة بناء الهياكل العظمية لديبلودوكس، كاماراصور، وتيتانوصور أوبيسثوسيليكوديا، وكلها معروفة من حزام كتف كامل، مع الاتجاه الصحيح للكتف الكتفية. بالنسبة إلى ديبلودوكس، فإن شفرة الكتف بزاوية 60 درجة تعني أن الرقبة كانت أفقية إلى حد ما، لا تختلف كثيرًا عن الوضع الأفقي. تم وصف حدث كاماراصور الذي عثر عليه جيلمور في الأصل على أنه يحتوي على لوح الكتف في "المكان المناسب تمامًا"، ولكن مع توجيهه بزاوية 45 درجة، شوارتز وآخرون. انتقدوا الموقف. الهيكل العظمي الذي وجده شوارتز وآخرون. بزاوية عظم الكتف تشبه إعادة البناء السابقة للجنس بواسطة أوزبورن وموك وجنسن آكلز. تم العثور على أوبيسثوسيليكوديا كان لها وضعان محتملان، كلاهما بزاوية كتفي عند حوالي 60 درجة. لم تقم أي عمليات إعادة بناء سابقة، على عكس كاماراصور، باستعادة أوبيسثوسيليكوديا بالمثل.

### وضعية استقامة العنق لبعض الصربوديات
على الرغم من الشكوك، تم العثور على مستنقعي القدم الحقيقي وبراكيوصور في أدلة تشريحية على أن رقابهم بزاوية رأسية، والتي تم التعامل معها على أنها مستحيلة بالنسبة للصربوديات. لخصت الدراسات إلى أن ضغط الدم والطاقة التي استهلكت في انتصاب الرقبة كانت ستكون كبيرة جدا للبقاء قيد الحياة. ومع ذلك، فإن مستنقعي القدم الحقيقي وبراكيوصور، على الأقل، فعلوا ذلك على أي حال. يتم تفسير الطاقة المستهلكة في الاحتفاظ بالرقاب منتصبة عن طريق ضخ الدم إلى الرأس على أنها كانت ستكون كبيرة جدا بالنسبة لمعظم الصربوديات، ولكن يُعتقد أن الأفراد الذين ينتمون إلى هذين النوعين تمكنوا من القيام بذلك منذ أن سافروا كثيرًا، وهو ما تم اقتراحه لهذين النوعين، كان من الممكن أن يوفر الطاقة بالفعل. تفضل الأدلة الميكانيكية الحيوية عنق مستقيم عند السفر لنشر الموارد المنفصلة. اختبرت الدراسة التي وجدت هذا الاستنتاج أيضًا مقدار الطاقة التي كان سيتم إنفاقها عند المشي لمسافة 100 متر (330 قدمًا) والوقوف، وكلاهما عنق مستقسم. كان الاستنتاج التقريبي هو أنه كان من الممكن استخدام كمية متساوية من الطاقة تقريبًا. أضلاع عنق الرحم الممدودة هي دليل هيكلي على نواة قوية لدعم الرقبة والحد من حركتها عند المشي. تدعم الدراسة فكرة أنه في أوقات الجفاف والمجاعة، كانت الرقبة المستقيمة حاسمة لبقاء هذه الصربودات على قيد الحياة.